# Fiódor Timoféiev
Fiódor Timoféiev (Yakatkassi/Iagàtkino, Txuvàixia, 13 de febrer de 1887 - Belomorsk, Carèlia, 25 de gener de 1941), de nom complet amb patronímic Fiódor Timoféievitx Timoféiev (rus: Фёдор Тимофеевич Тимофеев), també conegut sota la forma txuvaixa del seu nom Timuhha Hĕvetĕrĕ (Тимухха Хĕветĕрĕ [tʲimuˈxːɑ ɣʲëˈʋʲɛdʲërʲë]), fou un filòleg, redactor de llibres de text i professor txuvaix, un dels artífexs de la normativització del txuvaix a principis de l'època soviètica, mort al gulag.

## Vida
Fiódor Timoféiev va néixer en el si d'una família pagesa mitjana, propietària de les seves terres, del nord-oest de l'actual Txuvàixia. Va estudiar la primària al poble de Turay/Toràievo i després va fer dos anys més al d'Elĕk/Àlikovo. Entre 1903 i 1909 va a l'escola de mestres txuvaixos de Simbirsk (1909).
Durant 16 anys va treballar en diverses escoles rurals, però també, entre 1911 i 1914, a l'escola txuvaixa de Simbirski i, entre 1922 i 1925, va ensenyar txuvaix a l'escola normal i a l'Escola Agrícola de Simbirsk, a més de dirigir simultàniament el Museu Txuvaix de la ciutat. Mentre treballava, va recollir cançons populars, poemes i contes i els va enviar al professor Nikolai Aixmarin. En els mateixos anys va treballar a la comissió de traducció de llibres de text i obres de ficció al txuvaix, encapçalant-la. En aquest context, entre 1918 i 1920 va traduir contes i relats de Puixkin, Txékhov, Tolstoi i Saltikov-Sxedrín, així com llibres de text i materials d'aprenentatge per a escoles.
Convidat per Nikolai Marr, de 1925 a 1928, juntament amb Timofei Matvéiev, va seguir els cursos de doctorat de l'Institut Jafètic de Leningrad.
Entre 1928 i 1934 va ensenyar a l'Institut Pedagògic i l'Institut Agrícola de Xupaixkar i alhora va ser cap del departament de llengua i després vicedirector de l'Institut de Recerca Científica de Llengua, Literatura i Història (el principal centre de recerca de Txuvàixia). De 1934 a 1937 va ensenyar txuvaix als cursos de traducció de l'Institut d'Estudis Orientals de l'Acadèmia de Ciències de l'URSS a Leningrad.

## Obra
L'obra de Timoféiev, majoritàriament escrita en txuvaix, va estar sobretot orientada a la didàctica de la llengua (d'aquí, la tria d'escriure en txuvaix en un temps on la immensa majoria de la població txuvaixa era monolingüe). L'orientació pedagògica, però, no obsta perquè Timoféiev també fos un pioner en la descripció i normativització de la llengua. Cal tenir en compte que les transformacions de tota mena que comportà la institució de la Unió Soviètica afectà enormement totes les llengües que s'hi parlaven. D'una banda, apareixien noves institucions i noves formes de parlar per diferenciar-se de la societat tsarista anterior. D'altra banda, el txuvaix va esdevenir una llengua administrativa i judicial i el seu pes dins de l'ensenyament i els mitjans de comunicació va incrementar-se substancialment, la qual cosa el posava davant de nous usos lingüístics. La incorporació d'un gran volum de termes nous i la necessitat elaborar el txuvaix en els àmbits administratiu, judicial, periodístic i altres van generar debats ben vius durant els anys vint i primers trenta.
Els seus dos primers opuscles Çăvaşla tĕrĕs śırmalli păravĕlăsem («Regles per escriure correctament en txuvaix», 1919) i Çăvaşla śırma vĕrenmelli kĕneke («Llibre per aprendre a escriure en txuvaix», 1922) van ser les primeres regles ortogràfiques explícites del txuvaix.
El 1924 sortí la seva Gramàtica de la llengua txuvaixa: fonètica i morfologia (Çăvaş çĕlhin grammatiki: fonetika, morfologi), la primera gramàtica del txuvaix escrita en txuvaix. Aquest llibre va establir les bases de la terminologia gramatical en txuvaix, així com durant dècades va determinar el contingut dels llibres de text de txuvaix. Són seus els termes que es fan servir avui dia en txuvaix per a substantiu, adjectiu, adverbi, vocal, consonant, desinència, adjectiu, etc. Un nombre considerables dels seus termes van ser posteriorment substituïts per russismes, però part d'aquests han estat deixats de costat per reprendre les propostes de Timoféiev.
A aquesta Gramàtica, prou extensa (140 pàgines), seguí el mateix any un opuscle, també en txuvaix, sobre sintaxi (Çăvaş çĕlhin grammatiki : sintaksis tĕpĕsem, «Gramàtica del llengua txuvaixa: conceptes bàsics de sintaxi»): l'estudi de sintaxi txuvaixa estava encara a les beceroles i només unes dècades després no apareixerien treballs més extensos. Aquests dos llibres es van fondre i ampliar considerablement en una «segona edició» de 1928 (Çăvaş çĕlhiyn krammattĕkĕ : fonetika, morfologi, śinttakśis, «Gramàtica del llengua txuvaixa: fonètica, morfologia, sintaxi» ). La comparació dels títols dona una idea clara dels debats sobre la llengua normativa i l'ortografia. Si el 1924 en els títols apareixia «grammatiki» «fonetika», «morfologi» i «sintaksis», el 1928 es posava «krammattĕkĕ», «fonetika», «morfologi» i «śinttakśis»: hi ha una tendència més purista en l'adaptació dels neologismes el 1928, però tanmateix s'accepten les lletres f, g i o provinents del rus (f i o havien estat acceptades en la reforma ortogràfica de 1926). Més en detall, els canvis en les terminacions (çĕlhin/çĕlhiyn i grammatiki/krammattĕkĕ) denoten també debats sobre la norma en la morfologia.
Se'l considera també el primer en escriure sobre la metodologia de l'ensenyament del rus a parlants de txuvaix. El 1918 publicà un primer opuscle sobre la qüestió, mentre que el 1930 tragué tot un llibre (Materialy po prepodavaniju russkoj grammatiki v nacmenskix školax, «Materials sobre l'ensenyament de la gramàtica russa a les escoles de les minories nacionals»). Aquesta obra era un manual per a l'ensenyament del rus a les escoles txuvaixes, tàrtars i maris. S'hi defensava l'ensenyament del rus a partir de les llengües d'aquests pobles.
Del 1930 és també el seu manual d'ensenyament del txuvaix per a professors (Çăvaş çĕlhine vĕrentmelli mettotĕk kĕneki, «Metodologia per a l'ensenyament del txuvaix») i entre 1933 i 1934 publicà quatre llibres de text de txuvaix que cobrien els set cursos que llavors tenien les escoles: dos per a la primària i, en col·laboració amb Timofei Matvéiev, dos per a la secundària.

## Detenció i mort

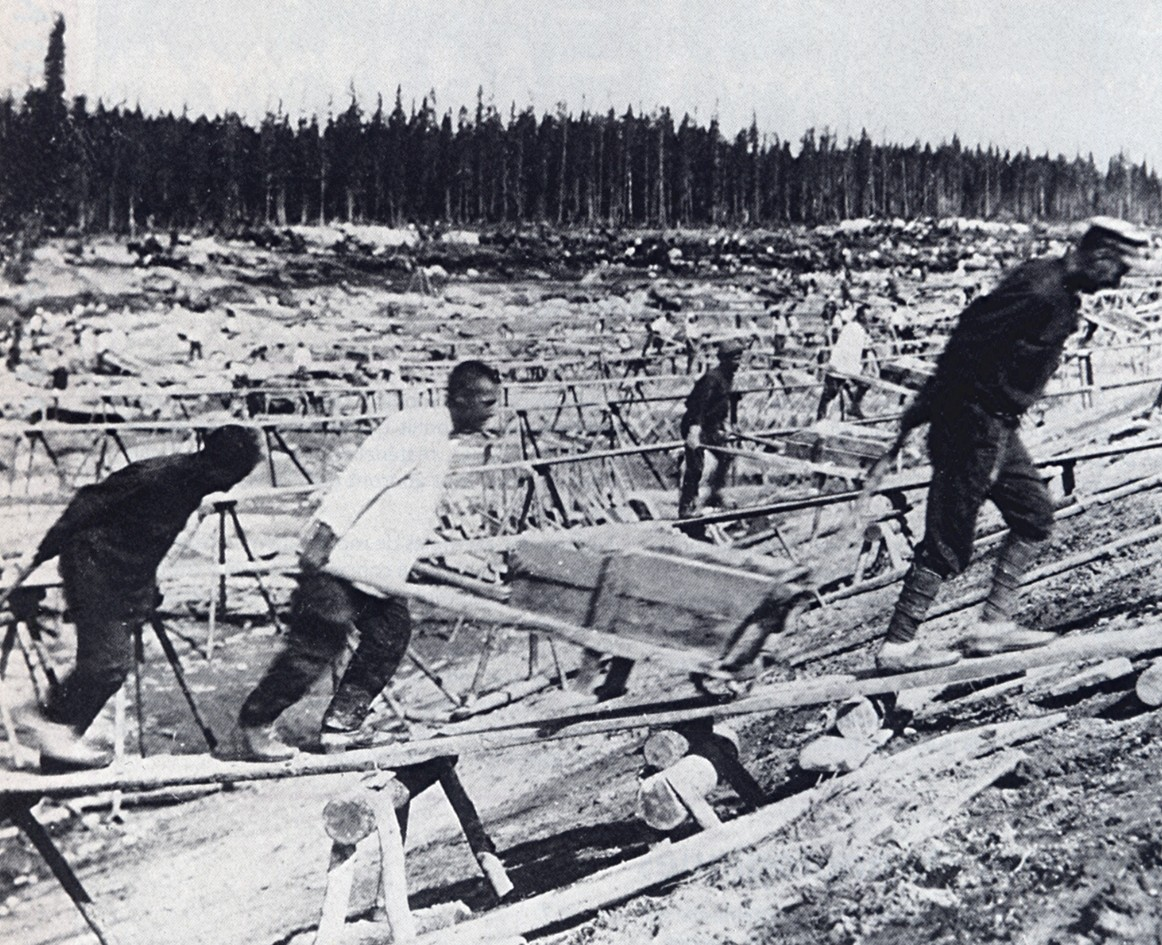
Obres de construcció del canal Mar Bàltic - Mar Blanc per part de presos polítics, un dels quals fou el Fiódor Timoféiev

A començaments dels anys trenta començà una campanya contra la política de korenització que havia facilitat l'ús del txuvaix en l'administració, la justícia i l'educació. El 1932 Timoféiev va ser criticat per utilitzar «paraules txuvaixes antigues, fora d’ús, en la seva pràctica literària». També ho va ser escriptors com Mĕtri Yuman, Guri Komissàrov i Petĕr Husankay, tots els quals van després anar a parar a camps de concentració durant el Gran Terror.
L'1 de novembre de 1937 Timoféiev fou detingut per l'NKVD. El 5 de desembre de 1937 va ser condemnat per formar part d'una organització nacionalista contrarevolucionària fictícia, juntament amb Timofei Matvéiev, Nikolay Șupuśśınni, Mikhaïl Tinehpi i altres. Condemnat a deu anys d'internament en camps de treball, morí a Belomorsk el 10 de març de 1939. Matvéiev, Șupuśśınni i Tinehpi també van morir al gulag entre 1938 i 1942.

## Principals publicacions
- Timofeev, Fedor Timofeevič. Nagljadno-perevodnyj metod vedenija razgovornyx urokov po russkomu jazyku v inorodčeskix učiliščax (en rus).  Kazan: Izdatel'stvo Kazanskogo gubernskogo zemstva, 1918.
- Timofeev, Fedor Timofeevič. Çăvaşla tĕrĕs śırmalli păravĕlăsem (en txuvaix).  Kazan: Tipo-litografija Kazanskogo universiteta, 1919.
- Timofeev, Fedor Timofeevič. Çăvaşla śırma vĕrenmelli kĕneke (en txuvaix).  Kazan: Kazanskoe čuvašskoe izdatelʹstvo, 1922.
- Timuhha, Hĕvetĕrĕ. Çăvaş çĕlhin grammatiki : fonetika, morfologi : vĕrenü posobiyĕ (en txuvaix).  Xupaixkar: Respublikări çăvaş kĕneki kălarakan uyrăm, 1924.
- Timuhha, Hĕvetĕrĕ. Çăvaş çĕlhin grammatiki : sintaksis tĕpĕsem (en txuvaix).  Xupaixkar: Çăvaşizdat, 1924.
- Çăvaş çĕlhiyn krammattĕkĕ : fonetika, morfologi, śinttakśis (en txuvaix). 2a edició.  Xupaixkar: Çăvaş kĕneke uyrămĕ, 1928.
- Timuhha, Hĕvetĕrĕ. Çăvaş çĕlhine vĕrentmelli mettodĕk kĕneki (en txuvaix), 1930.
- Çăvaş çĕlhine vĕrentmelli mettotĕk kĕneki (en txuvaix).  Xupaixkar: Çăvaş kĕneke uyrămĕ, 1930.
- Materialy po prepodavaniju russkoj grammatiki v nacmenskix školax: Posobie po russkomu jazyku dlja texnikumov i dlja prepodavatelej škol povyšennogo tipa i 1-oj stupeni tureckix i finskix narodnostej (en rus).  Xupaixkar: Čuvašgosizdat, 1930.
- Çăvaş çĕlhine vĕrenmelli kĕneke. Grammatikăpa tĕrĕs śırma vĕrenessi : puślamăş şkul valli – 1-mĕş payĕ (en txuvaix).  Xupaixkar: Çăvaşsen patşalăh izdatel'stvi, 1933.
- Çăvaş çĕlhine vĕrenmelli kĕneke. Grammatikăpa tĕrĕs śırma vĕrenessi : puślamăş şkul valli – 2-mĕş payĕ : 3-mĕşpe 4-mĕş śul valli (en txuvaix).  Xupaixkar: Çăvaşsen patşalăh izdatel'stvi, 1933.
- Matveev, Timofej Matveevič; Timofeev, Fedor Timofeevič. Çăvaş çĕlhin grammatiki : morfologi : 5-mĕş vĕrenü śulĕ (en txuvaix).  Xupaixkar: Çăvaş patşalăh izdatel’stvi, 1933.
- Matveev, Timofej Matveevič; Timofeev, Fedor Timofeevič. Çăvaş çĕlhin grammatiki : sintaksis : 6-mĕşpe 7-mӗş vĕrenü śulĕ (en txuvaix).  Xupaixkar: Çăvaş patşalăh izdatel’stvi, 1934.